# 火の蛇

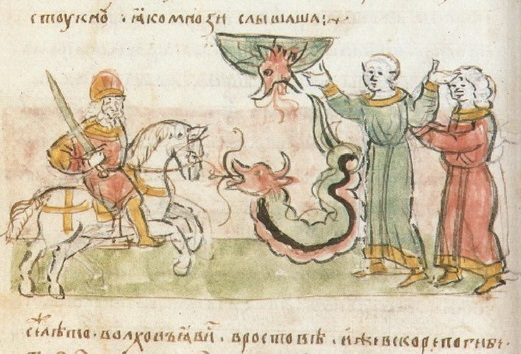
1091年に空から降ってきた火の蛇（隕石）。フセヴォロド・ヤロスラヴィチ王子がヴィーシュホロドで狩り中の事件― 『ラジヴィウ年代記』

火の蛇 (ひのへび、ロシア語: Огненный змей; ognennyy zmey, oognennyi zmei; змей огненный, zmei oognennyi; 仮カナ表記：「オーグ二ェニー・ズメイ」) は、ロシアの民間伝承における邪悪な悪霊または悪魔で、女性を誘惑する。空では蛇竜、地では人型の姿をなすといわれ、または有翼の人間の姿で、誘惑する相手の女性のもとにやってくるともされる。飛ぶとき火花を散らしたり、燃える柱のような形態をとるともされる。
汎スラブ神話的な悪魔で、ウクライナやポーランドにもこれに近い伝承が伝わる。

## 語釈
ロシアでは別名ズメイ・リュバク（змей-любак; zmey lyubak「リュバク蛇」）、ナロトニク（налётник; nalotnik「飛来・襲撃する者」）、ナロト（налёт; nalot「飛来・襲撃」) レトゥーン（летун; letun「飛行体」）、あるいはレトゥーチー（летучий；letuchiy「飛ぶ者」）と呼ばれる。さらにはプレリィエストニク（прелестник；prelestnik 「魅了する者」 、マニヤック（маньяк; man'yak「おびきよせる者」）などと呼ばれる。
ウクライナではペレレスニク（переле́сник; perelésnyk「誘惑者」; 異表記：ペレヴェスニク（переве́сник））またはペレリェスニク（переле́сник; perelésnyk「誘惑者」）、ペルボナハ（Первонач; pervonach）は、火の蛇（流れ星）の形状をした悪魔で、女性の元に飛んでくるとされる。あるいはリタヴィエッツ[?]（літа́вець; litávetsʹ「飛ぶもの」、リテューン[?]（літу́н; litún「飛行士」）、ナリート[?]（налі́т; nalít「空襲」）、 ナリートニク[?]（налі́тник; nalítnyk「空襲者」）とも呼ばれる。汎スラヴの「火の蛇」を指す場合、ウクライナ語ではヴォーニャニィ・ズミー（вогняний змій; vohnyanyy zmiy「燃えるような蛇」)と呼ばれる。
ベラルーシでは「飛蛇/飛竜」（летучий змей, лятучага змея; lietučij zmiej, liatučaha zmiej）が燃えあがるものとされ、これに相当する。
セルビアの叙事詩的バラッドではオグニャニク [仮カナ表記]（огњаник、「火山」の意味もある）と呼ばれるという解説もあるが、「火蛇」（zmaj ognjeni）が登場するバラッド例もみられる。
ポーランドではこれに相当するラタヴィエツ（latawiec、「飛ぶ者」） がおり、風魔とされる。

## 概説
東や西スラブの伝承では、火の蛇も飛び蛇/飛竜（змей летающий; zmey letayushchiy）も悪魔の一種とされ、空では竜、地では人型の形態をするといわれている。
東スラブでは火の蛇は火柱（じっさいは「火の天秤棒」、ロシア語：коромыслоという表現がつかわれる）か、あるいは燃え上がる箒、光る青い火の玉などの形態であるといわれる。飛行中は火花を散らし、煙突（ストーヴ筒）を通り抜けて（相手の女性の）家のなかに忍び込むという。
火の蛇は、贈物を携えてくることもあるが、日が明けると馬糞になっているという（ロシア、ウクライナ西部）  。
火の蛇たる悪霊は、夜になると女性のもとに通うという（これは必ずしも伝承でそうなっているのではなく、文学において夜に訪れるのが定番なだけかもしれない： § 文学での言及、アファナーシー・フェートの詩を参照）。特に未亡人や、夫と離れ離れの女性が、この火の蛇という悪魔の誘惑に抗えない、 なにしろ悪魔はその亡夫や家に居ない夫の姿となって現れるのである。
蛇が訪れた相手は、減量して衰え、狂気の兆しを見せ、ついに自殺を遂げることすらあり、そうでなくても衰弱死してしまう。
火の蛇だと看破する方法はいくつかあるとされる。悪魔である以上、脊髄がない（ロシア）、よって、女性は手探りでその夫に背骨があるかで見分けることができる。また、キリスト教の聖なる名前をうまく発音することができず、「イースス・クリストス 」（Иисус Христос）と言おうとしても「スス・クリストス」となってしまい、神の御母「ボゴロディッツァ」（Богородица）というところを「チュドロディッツァ」（Чудородица）などと唱えてしまう。また異聞では、人間の体をしていても、頭が複数あるともいわれる（ウクライナ、ヴォロネジ）。
この悪魔に対する魔除けの方法も伝わる。霊草（Одолень-трава、セイヨウカノコソウに比定）や、ゴボウの煎じ薬か根を壁に貼り付けると護符となる。すでに来られた時は、家のなかで詩篇を吟唱すると効果があるとされ、また、窓・戸・ストーブの煙突など、侵入箇所にたいして十字を切るとよいとされる。
また、火の蛇は人間の女性と交わって人狼（оборотень）の息子を生んだとされ、これがズメイ・オーグ二ェニー・ヴォルク（Змей Огненный Волк; Zmei Ognennyi Volk）を名乗り、父親と戦い勝利したという。ただセルビアの叙事詩のズマイ・オーグニェニィ・ヴク[仮カナ表記]（Змај Огњени Вук；Zmaj Ognjeni Vuk, "vuk"は「狼」の意）は、史実のヴク・グルグレヴィッチと同一視されている。
すなわち人間の女性も火の蛇の子供を身ごもることが出来ると考えられており、近代でも私生児を産むと、悪魔に通じたという作り話がされる。もし女性がそうした悪魔の子を身ごもると、妊娠期間は異常なほど長くなるといわれ、真っ黒で、足には蹄があり、目には瞼が無く、体の冷たい子が生まれたり（ロシア）、冷たいゼリー状の子供が生まれるが（東ウクライナ）、生存力はなく、死んでしまう。

### 卵の関連
スラブの伝承において、この富をもたらす魔物は、 3、5、7、9年を経た鶏（雌鶏とは限らない、以下詳述）の卵から孵化させて使い魔にできるとされる。 ロシアでは火蛇（オーグ二ェニー・ズメイ）とも、ホバネッツ（Хованец, chobanets ）とも呼ばれるか) 、または単なる蛇竜（ズメイ）や飛蛇と呼ばれる。孵化して出るのは、ネコ型の魔物であるとパーヴェル・シェインは断ずるが、他の資料によれば、ネコのみならず、火のたなびき（火の帯）、火花、若鶏の姿でも孵化する。いずれにしろ、夜になれば火の帯に変身し、宿る家や女主人のために隣家から金品や穀物を盗み、その報酬に卵料理（スクランブルエッグやオムレツなどと訳される）を要求する。
ベラルーシでは、なぜか（黒色の）雄鶏が産んだ（カタツムリのような妙な形状の）卵を懐中に1～7年間（異聞では腋下に3年間）あたためると、小さな飛蛇が孵るといわれる。ベラルーシの飛蛇（火蛇）は、クリェトニク（клетнік, klietnik, kletnik。 § ベラルーシ参照）とも呼ばれ、好物は目玉焼きかスクランブルエッグ（ヤイェチュニャ）の、塩分を控えたものに限る。

## 古い年史の例
後述するように（ § 起源を参照）「火の蛇」は流れ星などの移動天体と結びつけられるか同一視されるが、中世ロシアの年代記の1092年の項に、「雲が黒ずみ、なかからは頭から火を放つ三つ頭の大蛇が、煙を吐き、騒音をたて」現れたとあり、これが「火の蛇」についての早期の言及であると、ウクライナのオレクシー・コノネンコ編の事典に記載される
。中世ロシア（キエフ大公国）の『原初年代記』やそれを合本とした写本である『ラジヴィウ年代記』をひもとくと、1092年は、キエフ大公国やベラルーシのポラツクでなにかと異変のあった年だった。
その前年の1091年もまた、日食などの兆候があった。同年、フセヴォロド・ヤロスラヴィチ王子がヴィーシュホロドで狩り中、竜（隕石）を目撃しており、『ラジヴィウ年代記』写本には赤いドラゴンさながらのそれが墜落するミニチュア画が描かれており（冒頭の画像を参照）、「火の蛇」の古例として取り上げられている。

## 起源

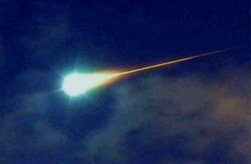
空をよぎる火球（ボーライド）

「火の蛇」と、流れ星、火球（ボーライド）、彗星との関連は汎スラブの民間伝承にみられ（ § 古い年史の例、  § ロシア、  § セルビア参照）、ベラルーシも含まれる。すなわち、ボーライドや隕石など天体の岩石と「火の蛇」を関連付けたり同一視したりするのは、ロシア・ウクライナらに限らない 。
ロシアの伝説（トゥーラ州）によれば、大天使ミカエルが堕天使たちを突き落としたとき、すべてが地には堕ちず、空中にとどまった悪魔がいて、大気層で火の蛇となったのだ、と伝わる。

## ロシア
ある説話では、飛竜がある女性と深い仲になったが、翼をはずして屋根の下に隠すところをツィーガン（цыган、いわゆるジプシー）に見られてしまった。その翼をうばわれ、返すのとひきかえに二度と女性と関わらないと誓わせられた（旧トゥーラ州）。
また、 レトゥーン（「飛行体」）こと火の蛇にまつわる伝説（古都ペレスラヴリ・ザレスキーで採取）では、ある女性が亡夫が夜に来訪すると思い込み、土産（）の食べ物と騙されて馬糞を食べ、衰弱していった。縁戚らが追い払うと決め、聖書の詩篇を読む女性をやとい、張り込んで女性の持ちに訪れるのをまちうけた。魔は女性が一人きりにならないと思い知り、義父が「絞め殺すぞ」と脅したのが決め手となって、現れなくなった。
ステップ地帯の流れ星は、火の蛇であるという民間伝承がある。実録として、採掘技師であったアレクサンドル・アレクサンドロヴィチ・チェルカソフが、シベリアのタイガ地帯の某村でにいたとき、空に流れ星があらわれ作業員がもろとも「ズメイ（蛇）」と叫び声を挙げた。俗に隕石のことを「火の蛇」と呼ぶのであって、年配者の間では吉兆とも凶兆ともとられるものだとされていた。

## ウクライナ
ウクライナ東部の伝承によれば、火の竜は道すがらに綺麗な贈物（ビーズ、指輪、ベルト/帯、ハンカチ/スカーフ）を落としていき 、悲しむ女性を誘うが、この「贈物」を拾ってしまうと、火の竜の悪魔が訪れるようになるのだという。
ウクライナでは、夫の亡霊がペレレスニク「誘惑者」になるといわれ、未亡人のもとに通うのだという。墓参りを頻繁にするなど、その妻の未練が強いほど、起こるといわれる。しかしペレレスニクは害を及ぼすものであり、血を吸ったり、活力を奪ったり、窒息させて苦しめる。退治は困難で、呪文やポーション使いであるヴォロジュビト（ворожбит、占い師）に依頼せねばならない。

## ベラルーシ
ベラルーシの飛蛇（летучий змей, лятучага змея; lietučij zmiej, liatučaha zmiej）は、燃える飛竜であり、二つの側面を持っている。すなわち、富をもたらす介在者であり、「神話的な愛人」（すなわち人外の神話的ななにかと恋仲になること）である。この火の飛竜は、クリェトニク（клетнік, kletnik, klietnik。"клеці"「穀倉、食物倉庫」に由来）とも呼ばれ、家のそうした場所に棲むと言われる。ベラルーシの飛蛇は、大好物の目玉焼きか、スクランブルエッグ（ヤイェチュニャ、ベラルーシ語: яєчня, яешня; yayechnya, yayeshnya）を要求するが、塩味は控えめでなくてはならない。でないと、怒った魔物は火をもってなんらかの仕返しする。もし一市民の羽振り（金銭事情）が妙に良かったりすると、巷ではこの魔物にちなんで「蛇のやつが金をもってきてやがる」（Яму змей грошы носіць）と陰口をたたかれる。

## バルト諸国の類例
エストニアのクラットは、火の体に火花散る尾をもった魔物（飛竜そのものではない）の姿で現れるとされる。しかしベラルーシの飛蛇にみえる二面性が無く、人間女性の誘惑者たりえない（このようにエストニアのクラットは、家のお手伝い精霊の側面に限るので、その対比批判は、クラットの語源でもあるドイツ語のシュラート (妖精)の記事に詳述する）。
また、リトアニアのアイトワラスという火竜やフート、ベラルーシの飛蛇は近しいという解説もみられる。アイトワラスもやはり、人に富をもたらし、卵料理を好み、怒ると宿主に対し火で報復するとされる。ただ、同じような伝承が各地に見られるのは中世（ないし16世紀頃）、バシリスクに関する物語がヨーロッパ全般に広まった影響による、ともみられるという。

## セルビア
セルビア民俗学では、火の蛇は「竜＝隕石」の分類に置かれている。概して益獣（善良な精霊）であるが、人間の女性と子をなすこともできる。しかし、あまり長期間居ついてしまうと、干ばつを引き起こすともいわれる。
ある解説では、セルビア叙事詩ではオグニャニク[仮カナ表記]（огњаник; ognjanik, ognyanik）と呼ばれるという。南スラヴのオグニャニクは、山の洞窟に住み、雲より標高が高い場所のこともあるという。この蛇竜は鱗で覆われ、火を吹き、口がい稲光りのように光ることもあるという。勇猛で、財宝を貯え、媚薬など薬学にくわしく、女性を誘惑する
セルビア叙事歌のひとつに『火の蛇と三つ頭のアラブ人（Zmaj ognjeni i troglav Arapin）』がある。

## ポーランド
ポーランド版はラタヴィエツで、「飛ぶ者」の意だが、本来は風を呼び起こす精霊であった、よって、鳥のようであるとか、羽を持つとされるが、魔女がなつかせるラタヴィエツは、毛むくじゃらの小男だとされ、また、蛇の姿でも現れるという。風魔ラタヴィエツと家の精霊スクシャット（skrzat）との習合がみられる（スクシャットについては、ドイツ語形のシュラートを参照）。このラタヴィエツ＝スクシャットは、牛乳入りのカーシャ（kaszą、普通、蕎麦の実の粥をさる）の供え物を要求するが、熱つ熱つすぎるとその怒りにふれる。

## 文学での言及
火の蛇は、セルビアの叙事詩にも登場する。ロシアの英雄歌ロシアの叙事詩にも「火の蛇」という表現はみられ、 ドブルィニャ・ニキーティチの例があるが、これは有名なドラゴンスレイヤーであり、「火の」ズメイだというのは表現のあやに過ぎない。
ある呪文（ザゴヴォル;заговор）では、女性を「飛竜」から守る効き目があるとされが、文句のなかでは「火の竜」と名指されている。別の呪文では、「火の竜」などを名指しして、戦役にむかう軍人が唱えて身を守る. 。
また、ウクライナの書籍によれば、ある[使役・命令の]呪文（ザモーヴレッニャ; замовляння）で、火の蛇は女性に情欲を植えつける使い魔のようなものとして言及されている。
『ピーターとフェブロニアの物語』（16世紀）では、この悪魔が飛竜の姿でパヴェル公（ピーター王子の兄弟）の妻の元に飛んで通っていた。
文学例ではロシア詩人のアファナーシー・フェート作のバラッド、『ズメイ』（Змей, Zmei、1847年）があり、若き未亡人が夜空より飛竜の訪問を受ける。
またペレレスニク（「誘惑者」）の名称で、レーシャ・ウクライーンカ作の戯曲『森の歌』（1911年）に登場する。